# L'albergo delle sorprese (film 1938)
L'albergo delle sorprese (Goodbye Broadway) è un film del 1938, diretto da Ray McCarey.

## Trama
Due attori di teatro, proprietari di un albergo che fa pochi affari, riescono a far risalire alle stelle le azioni dell'attività diffondendo la notizia (inventata) che i mobili appartengono a George Washington.